# Famille de Pierre de Bernis
Pour les articles homonymes, voir Pierre et Bernis.
La famille de Pierre de Bernis est une famille subsistante de la noblesse française, d'extraction médiévale, originaire du Languedoc. Sa filiation est suivie depuis 1378,. Cette famille compte parmi ses membres deux prélats de l'église catholique, dont le cardinal François-Joachim de Pierre de Bernis, et quatre députés.

## Histoire
La filiation de cette famille est suivie depuis 1378,.
Cette famille a été reçue aux honneurs de la Cour en 1765, 1769 et 1778.
Pair de France héréditaire en 1827, baron-pair avec institution de majorat en 1830,.
La famille de Pierre subsiste par la branche de Bernis, qui a formé trois rameaux. Le cardinal de Bernis appartient à un rameau éteint.

## Généalogie
Généalogie de la famille de Pierre de Bernis selon François-Alexandre Aubert de La Chesnaye Des Bois (Nota bene : la partie de la généalogie avant 1378 n'a pas été prise en compte car elle n'est pas consensuelle) :
- Bernard, damoiseau de Nîmes, seigneur de Bernis et du Sauzet, marié en 1383 avec Catherine de Saint-Marcel
  - Jacques, seigneur en partie du Sauzet, de Saint-Étienne de Dions, de Saint-Julien du Colombier, marié avec Égline de Sarrazin
    - Jacques, coseigneur de Saint-Marcel, de Saint-Étienne de Dions, de Saint-Julien du Colombier, marié en 1482 avec Jeanne de Molette de Morangiès
      - Louis, marié en (1536) avec Élisabeth du Ranc de Vibrac
        - Sauveur, seigneur de Saint-Marcel, marié en 1565 avec Antoinette de Foucard
          - Jean, seigneur des Ports, marié en 1610 avec Jeanne des Martins
            - Antoine, seigneur des Ports, marié en 1657 avec Louise de Villars de Vallongue
              - Jean Pierre (1660-1710), gouverneur de Lunel, marié en 1698 avec Élisabeth de Pierre de Bernis (ci-dessous)
                - Antoinette (1698- )
                - Élisabeth (1699- )
                - André (1702- ), capitaine, marié en 1732 avec Anne Thérèze de Nigry
                  - Pons Simon Frédéric (1735-1812), marié en 1755 avec Marie Hélène Hyacinthe de Narbonne Pelet

              - Pons Simon (1669-1757), seigneur de La Loubatière, marié en 1702 avec Françoise de Pierre de Bernis
                - François, marié en 1742 avec Anne Renée d'Arnaud de La Cassagne
                  - Pons Simon (1747-1828), vicomte puis marquis de Pierre-Bernis, vicomte de Marsac, seigneur de La Loubatière, marié en 1776 avec Jeanne Françoise du Puy-Montbrun, puis en secondes noces en (1790) avec Julie du Puy-Montbrun
                    - Alexandre Pierres de Bernis (1777-1845), marquis de Pierre-Bernis, comte de Rochefort, député de l'Ardèche, marié en 1806 avec Armande Louise de Rohan
                      - Léon (1807-1857), marié en 1833 avec Camille Madeleine Le Peletier de Rosanbo
                        - Louise Marie (1834)
                        - Marie Berthe (1837)
                        - Hervé Pierres de Bernis (1839-1901), officier, député de l'Ardèche, marié en 1869 avec Gabrielle Luce
                          - Gilbert (1869-1947), marié en 1901 avec Elisa Rosenbaum, puis en 1941 avec Irma Gauthier
                          - Marcel (1871-1914)
                          - Hervé (1873-1918), marié en 1911 avec Camilla Greville
                          - Armande (1876-1918), mariée en 1898 avec Eugène d'Harcourt
                          - Gustave (1877-1925), secrétaire d'Isabelle d'Orléans (1878-1961)[4], femme de Jean d'Orléans (1874-1940)

                        - Pierre (1841-1902)

                      - Albéric (1813-1881)

                    - Henri Benoît (1779-1843), vicomte de Marsac et de Bernis, baron de Pierre-Bourg, seigneur de La Loubatière, des Ports et des Crémats, marié en 1810 avec Olympe de Barral
                      - Albert (1811-1877), marié en 1836 avec Claire de Bernon de Saint-Maurice
                        - Jules de Pierre de Bernis (1842-1902), député du Gard
                        - Louise Olympe (1844]-1907)
                        - Aimé (1847-1913), marié en 1874 avec Gabrielle Sabtier
                          - Antoine (1875-1958)
                          - Jeanne (1877-1959), mariée en 1896 avec Roger de Lastic Saint-Jal
                          - Raymond (1880-1945), marié en 1912 avec Jeanne Loppin de Montmort

                        - Marguerite (1848-1901)
                        - Pons (1850-1922)
                        - Léonce François Joachim (1855-1860)
                        - Charlotte (1860-1930)

                      - Charles (1812-1890)
                      - Raymond (1814-1898)
                      - Octave Armand (1816-1858), marié en 1850 avec Mathilde d'Urre
                        - Paul Guillaume (1852-1933), marié en 1880 avec Alix de Solage
                          - Alix (1883-1973), mariée avec René Fresson

                    - René de Pierre de Bernis (1780-1838), comte de Bernis Calvière, député du Gard, député de la Lozère, pair de France, marié en 1807 avec Alix de Calvière

                  - François de Pierre de Bernis (1752-1823), évêque auxiliaire puis coadjuteur d'Albi, député du clergé aux États généraux de 1789, archevêque de Rouen

                - Louise Françoise

            - Abel, seigneur d'Arènes, marié en 1650 avec Isabeau de Sandres
              - Marc Antoine (1660-1708)
              - Élisabeth (1663- ), mariée en 1698 avec Jean de Pierre de Bernis (ci-dessus), dont postérité

            - François
            - Jeanne, mariée en 1656 avec Pierre de Bargeton

      - Bertrand, marié en 1557 à Louise d'Artifeld
        - Jean ( -1604), seigneur de Bernis, marié avec Catherine de Béziers
          - Jean Jacques ( -1636), seigneur de Bernis, marié en 1621 avec Anne de Louet de Calvisson de Nogaret
            - Jean Louis (vers 1630 - 1707), marié en 1661 avec Isabeau de Blou-Laval
              - Joachim (1669-1743), seigneur de Bernis - capitaine de cavalerie, marié en 1697 avec Marie Elisabeth de Chastel de Condres
                - Françoise Hélène (1700-1783), mariée en 1728 avec Claude de Narbonne Pelet
                - Philippe Charles François (1714-1774), baron de Pierrebourg, marquis de Pierre de Bernis, seigneur de Saint-Marcel, marié en 1746 avec Renée d'Arnaud de La Cassagne
                - François-Joachim de Pierre de Bernis (1715-1794), ambassadeur, ministre d'État, secrétaire d'État des Affaires étrangères, archevêque d'Albi, cardinal de Bernis

    - François, marié en 1514 avec Claude de Ginestous
    - Maragde, mariée avec Jean de Saulsan

## Personnalités
- François-Joachim de Pierre de Bernis (1715-1794), ambassadeur à Venise (1752-1755), ministre d'État (1757), secrétaire d'État des Affaires étrangères (1757-1758), cardinal (1758), archevêque d'Albi (1764-1790), chargé d'affaires auprès du Saint-Siège (1774-1794)
- François de Pierre de Bernis (1752-1823), archevêque d'Albi (1794-1802) puis de Rouen (1819-1823), pair de France
- Alexandre Pierres de Bernis (1777-1845), maire, conseiller général, député
- René de Pierre de Bernis (1780-1838), député, pair de France (1827-1830)
- Hervé Pierres de Bernis (1839-1901), député
- Jules de Pierre de Bernis (1842-1902), député

## Galerie de portraits

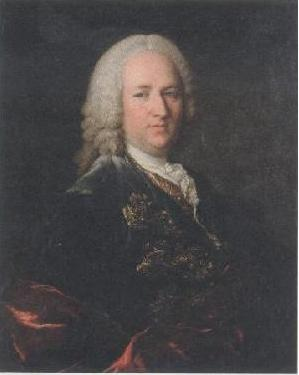
Philippe Charles François de Pierre de Bernis
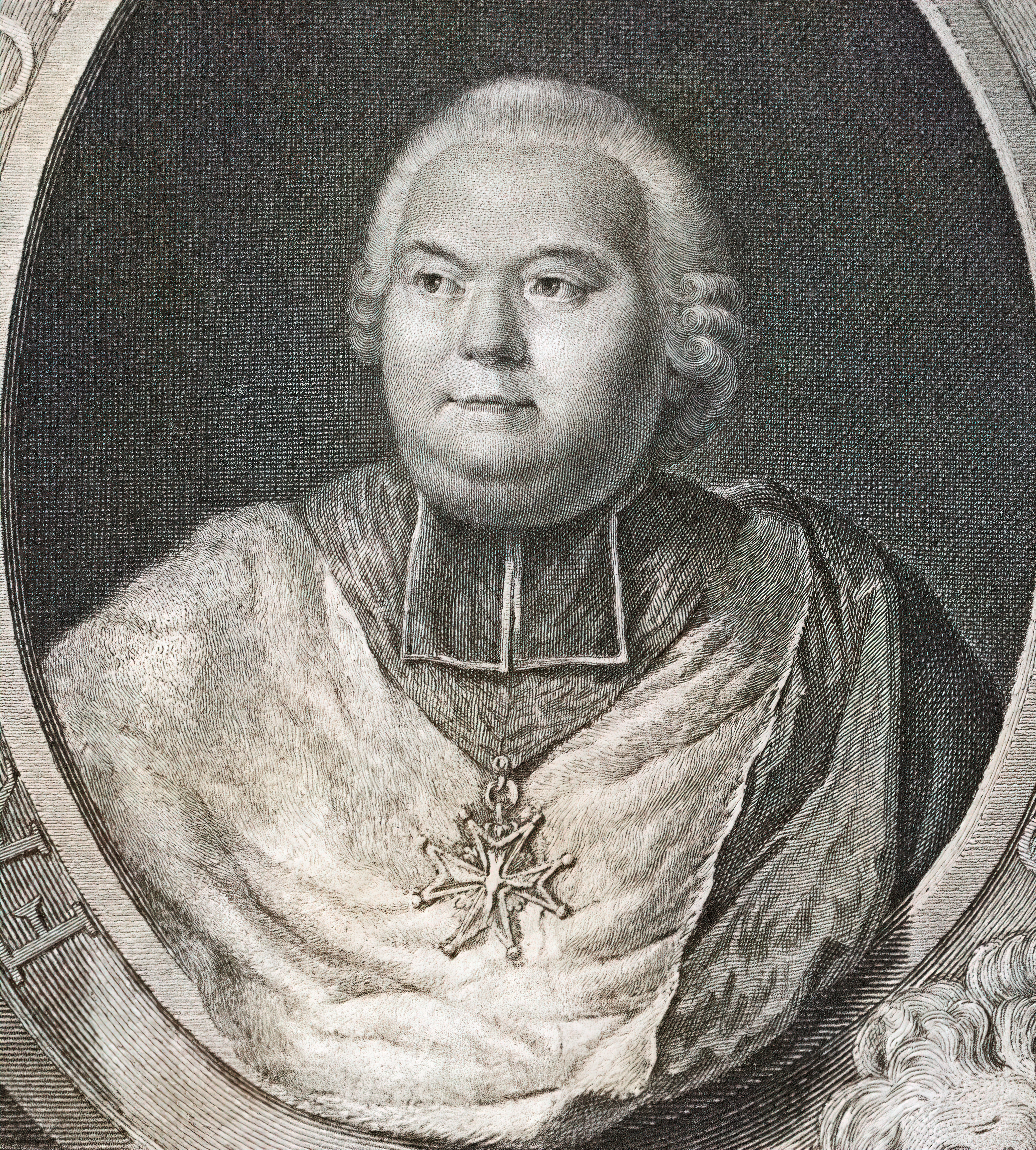
François-Joachim de Pierre, cardinal de Bernis (1715-1794)
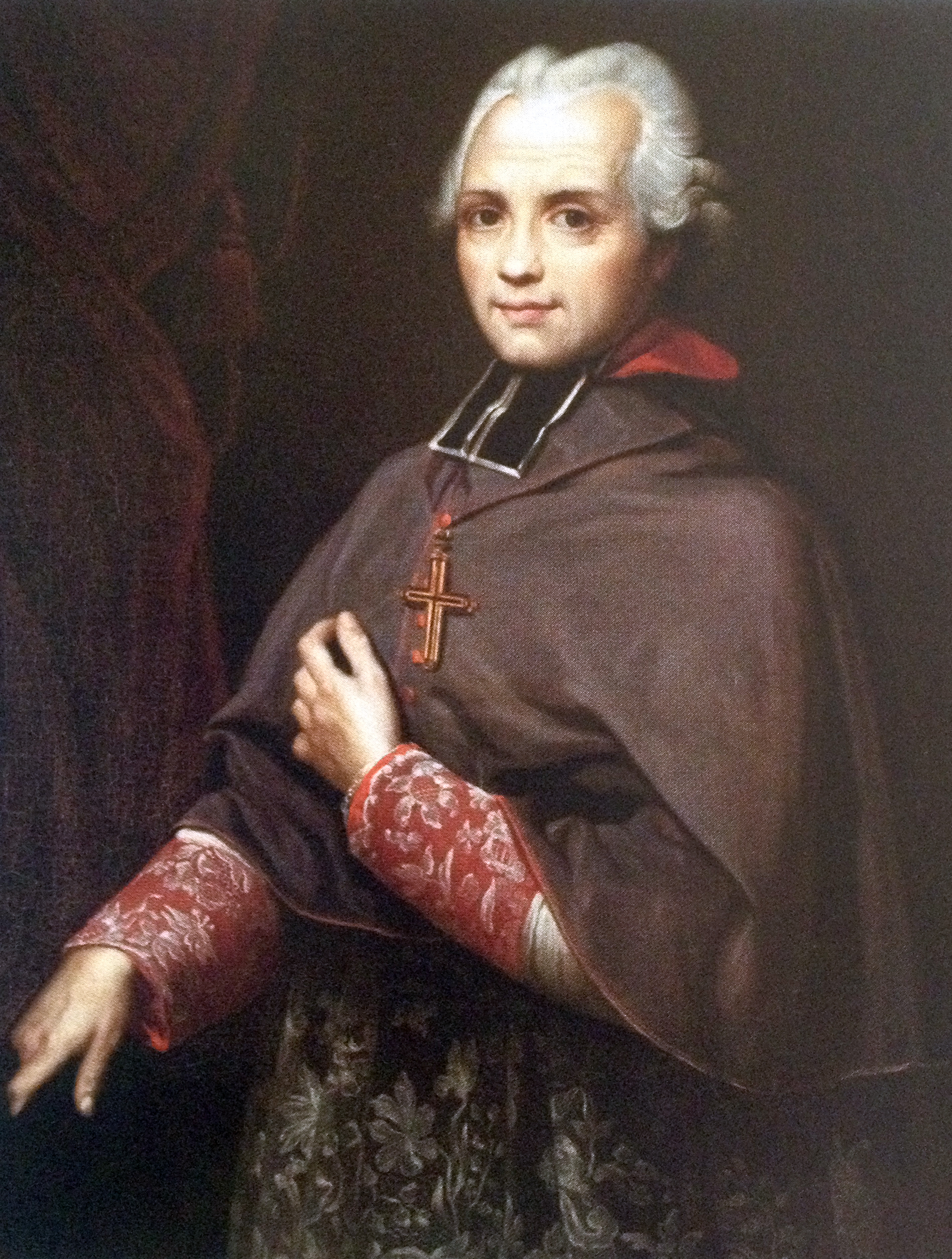
François de Pierre de Bernis (1752-1823)
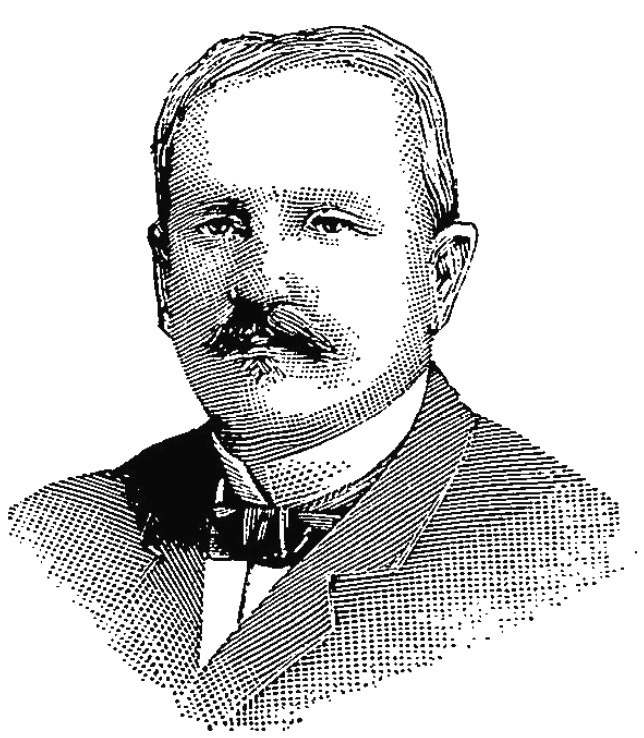
Jules de Pierre de Bernis (1842-1902)

## Armes, titre

- D'azur à la bande d'or, accompagnée en chef d'un lion (passant) de même, armé et lampassé de gueules.[5],[6]
- Support : Deux lions tenant chacun une épée[6].
- Baron : 1830.